# Puño de mono

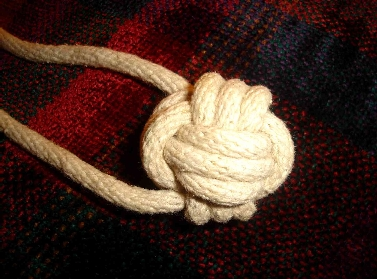
Nudo puño de mono.

Un puño de mono es un tipo de nudo, en inglés “Monkey's fist”, llamado de tal manera debido a que se asemeja a un puño pequeño o pata. También parece una pelota de voleibol o fútbol de un estilo antiguo. Se ata al final de una cuerda para servir como peso, haciéndolo más fácil de lanzar, y también como un nudo ornamental. Una cuerda que posee este tipo de nudo en un extremo puede ser utilizada como un arma improvisada, llamada slungshot por los marineros. También fue utilizada en el pasado como un ancla en escaladas de roca.
El puño de mono es más utilizado como el peso de guía. La línea tendría el puño del mono en un extremo, en un as de guía en el otro, con cerca de 30 pies (~10 metros) entre línea.

## Origen
Su forma de empleo original surgió de la dificultad de pasar las pesadas amarras de los buques, a los marineros en el muelle para su atraque en puerto. La forma de empleo era la siguiente: un cabo de pequeño grosor con un puño de mono en su extremo, se ataba por el otro extremo al final de la amarra. El puño de mono, debido a su peso, era lanzado con facilidad hacia el marinero del puerto. Una vez lanzado, se tiraba la pesada amarra al agua y esta sólo tenía que ser recogida por el marinero, tirando del cabo atado en su extremo.

## Otras aplicaciones
Un puño de mono puede ser utilizado en dos extremos de una línea de remolque de un lado de una red de pesca que es luego lanzada de un barco al otro, permitiendo a la red hundirse y ser colocada entre dos barcos así la red de arrastre puede ser utilizada entre los dos, en una pesca de arrastre donde el remolque se negocia entre ambas partes.
Las tres bobinas de cuerdas en forma de puño de mono efectúan un conjunto de nudos borromeos en tres dimensiones.
Un puño de mono flotante puede ser creado atando un material que flote, como un corcho o poliestileno.

## Actualidad
Hoy en día son difíciles de encontrar. Aún se dejan ver en puestos de venta ambulante, en antiguos cuadros de nudos marineros y también en forma de llaveros náuticos.